# Grammatodontinae
Sous-famille
Synonymes
- Cucullariinae Habe 1977
- Nordenskjoeldiidae Scarlato and Starobogatov 1979
- Nordenskjoeldiinae Scarlato and Starobogatov 1979
- Obliquidontinae Astafieva-Urbajtis 1994

Les Grammatodontinae forment une famille fossile de mollusques bivalves de la famille des Parallelodontidae.

## Genres
Selon Paleobiology Database (18 octobre 2019):

†Aptolinter - †Catella - †Cryptochasma - †Gilbertwhitea - †Grammatodon - †Nanonavis - †Nemodon - †Nordenskjoeldia - †Notogrammatodon - †Obliquidon - †Pseudogrammatodon - †Pseudomacrodon - †Stenocolpus - †Torinosucatella